# Anoplophora viriantennatus
Anoplophora viriantennatus är en skalbaggsart som beskrevs av Wang och Fernando Chiang 1998. Anoplophora viriantennatus ingår i släktet Anoplophora och familjen långhorningar. Inga underarter finns listade i Catalogue of Life.